# Andrei Alexandrowitsch Suslin
Andrei Alexandrowitsch Suslin, manchmal auch Souslin transkribiert, (russisch Андрей Александрович Суслин; * 27. Dezember 1950 in Leningrad; † 10. Juli 2018 in Sankt Petersburg) war ein russischer Mathematiker, der sich mit algebraischer Geometrie und Algebra beschäftigte.

## Leben und Wirken
Suslin gewann 1967 den ersten Preis der Internationalen Mathematik-Olympiade. Er studierte in Leningrad, wo er 1972 seinen Abschluss machte und 1975 promoviert wurde. 1977 erhielt er den Doktortitel (im Westen einer Habilitation entsprechend) mit der Arbeit Serres Problem und verwandte Fragen. Für die Lösung von Serres Problem erhielt er 1980 den Leninski-Komsomol-Preis. 1977 wurde er Professor am Steklow-Institut in Leningrad. 1994 wurde er Professor an der Northwestern University.
Serres Problem aus der kommutativen Algebra widerstand seit seiner Formulierung 1955 allen Lösungsversuchen und wurde unabhängig voneinander von Suslin und Daniel Quillen gelöst (jetzt Satz von Quillen-Suslin: Alle projektiven Moduln über Polynomringen sind frei).
1982 bewies er mit Alexander Merkurjev einen nach ihnen benannten Satz der algebraischen K-Theorie über Divisionsalgebren.
Suslin arbeitete mit dem Fields-Preisträger Wladimir Wojewodski an motivischen Kohomologietheorien, die sich zum Ziel gesetzt haben, für algebraische Varietäten eine ähnliche Rolle zu spielen wie die singuläre Kohomologie in der algebraischen Topologie, mit entsprechenden Verbindungen zur (algebraischen) K-Theorie. In Higher Chow Groups and Etale Cohomology klärte er die Verbindung der höheren Chow-Gruppen von Spencer Bloch zu Wojewodskis motivischer Kohomologietheorie.
1978, 1986 und 1994 (Algebraic K-theory and motivic cohomology) war er Invited Speaker auf dem ICM (International Congress of Mathematicians), 1986 auch Plenary Speaker (Algebraic K-theory of fields). 2000 erhielt er den Cole-Preis in Algebra. Ab 2001 war er Mitglied der American Academy of Arts and Sciences.

## Werke (Auswahl)
- Projective modules over polynomial rings are free. (Russisch) Dokl. Akad. Nauk SSSR 229 (1976), no. 5, 1063–1066.
- The structure of the special linear group over rings of polynomials. (Russisch) Izv. Akad. Nauk SSSR Ser. Mat. 41 (1977), no. 2, 235–252, 477.
- mit A. Merkurjev: K-cohomology of Severi-Brauer varieties and the norm residue homomorphism. (Russisch), Izv. Akad. Nauk SSSR Ser. Mat. 46 (1982), no. 5, 1011–1046, 1135–1136.
- On the K-theory of algebraically closed fields. Invent. Math. 73 (1983), no. 2, 241–245.
- On the K-theory of local fields. J. Pure Appl. Algebra 34 (1984), no. 2–3, 301–318.
- Algebraic K-theory of fields. Proceedings of the International Congress of Mathematicians, Vol. 1, 2 (Berkeley, Calif., 1986), 222–244, Amer. Math. Soc., Providence, RI, 1987.
- mit Y. Nesterenko: Homology of the general linear group over a local ring, and Milnor’s K-theory. (Russisch), Izv. Akad. Nauk SSSR Ser. Mat. 53 (1989), no. 1, 121–146; englische Übersetzung in Math. USSR-Izv. 34 (1990), no. 1, 121–145.
- mit A. Merkurjev: Norm residue homomorphism of degree three. (Russisch), Izv. Akad. Nauk SSSR Ser. Mat. 54 (1990), no. 2, 339–356; englische Übersetzung in Math. USSR-Izv. 36 (1991), no. 2, 349–367.
- mit V. Voevodsky: Singular homology of abstract algebraic varieties. Invent. Math. 123 (1996), no. 1, 61–94.
- mit E. Friedlander: Cohomology of finite group schemes over a field. Invent. Math. 127 (1997), no. 2, 209–270.
- mit V. Voevodsky: Bloch-Kato conjecture and motivic cohomology with finite coefficients. The arithmetic and geometry of algebraic cycles (Banff, AB, 1998), 117–189, NATO Sci. Ser. C Math. Phys. Sci., 548, Kluwer Acad. Publ., Dordrecht, 2000.
- mit V. Voevodsky, E. Friedlander: Cycles, transfers, and motivic homology theories. Annals of Mathematics Studies, 143. Princeton University Press, Princeton, NJ, 2000. ISBN 0-691-04814-2; 0-691-04815-0.
- mit E. Friedlander: The spectral sequence relating algebraic K-theory to motivic cohomology. Ann. Sci. École Norm. Sup. (4) 35 (2002), no. 6, 773–875.
- mit J. Carlson, E. Friedlander: Modules for Z/p×Z/p. Comment. Math. Helv. 86 (2011), no. 3, 609–657.